# Frearanova fuscostictica
Frearanova fuscostictica là một loài bọ cánh cứng trong họ Cerambycidae.